# Gentianella corymbifera
Gentianella corymbifera är en gentianaväxtart. Gentianella corymbifera ingår i släktet gentianellor, och familjen gentianaväxter.

## Underarter
Arten delas in i följande underarter:
- G. c. corymbifera
- G. c. gracilis